# Danosoma
Danosoma là một chi bọ cánh cứng trong họ 
Elateridae.
Chi này được miêu tả khoa học năm 1859 bởi Thomson.

## Các loài
Các loài trong chi này gồm:
- Danosoma brevicornis (LeConte, 1853)
- Danosoma conspersa (Gyllenhal, 1808)
- Danosoma fasciata (Linnaeus, 1758)
- Danosoma obtecta (Say, 1839)